# 1-es villamos (Miskolc)

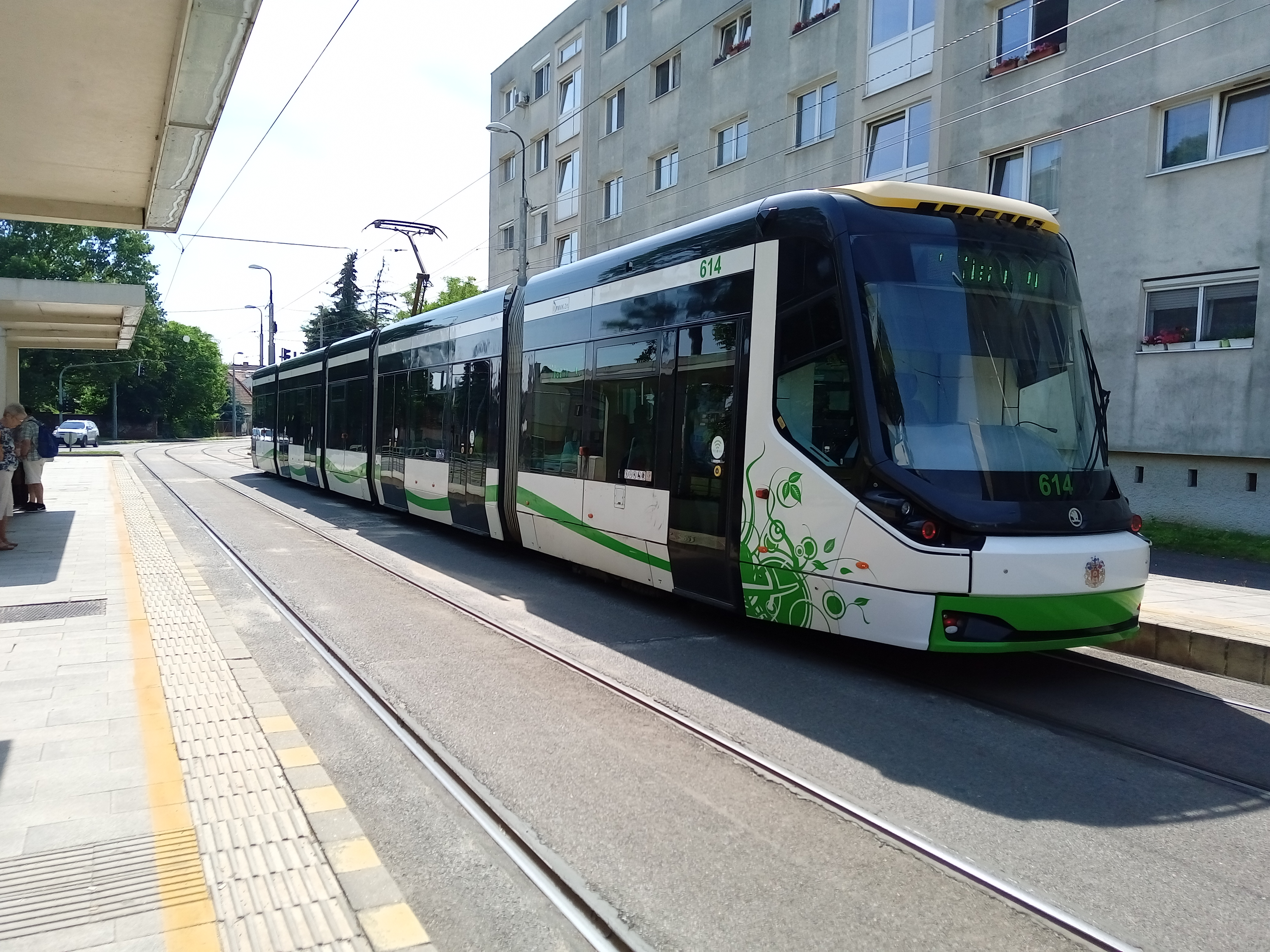
1-es villamos a Malomszög utcánál

A miskolci 1-es villamos a Tiszai pályaudvar és Felső-Majláth között, a Szinva-patak völgyében közlekedik nappali járatként. Útvonala az Újgyőri főtér/Újgyőri piac megállókig megegyezik a 2-es villamoséval. Kelet-nyugati irányú, útvonala 11,5 km, menetideje 33-34 perc.
Az 1-es villamos (és a mai 2-es villamos) útvonalának kezdeti szakasza a legrégebbi tömegközlekedési útvonal Miskolcon: a Tiszai pályaudvar és a Szent Anna-templom („Verestemplom”) közti szakaszán 1897. július 10-e óta létezik villamosközlekedés. A mai 1-es villamos útvonala egyrészt ebből a szakaszból, másrészt a Verestemplom és az akkor még különálló Diósgyőr közt helyiérdekű vasútként közlekedő járat útvonalából állt össze, közvetlen járat 1906-tól közlekedik a pályaudvar és Diósgyőr között. Utóbbi több mint száz éven át volt a vonal végállomása. A 2010-es években megkezdődött a villamospálya felújítását és bővítését célul kitűző Zöld Nyíl projekt, melynek elkészültével 2012. január 16-ától Felső-Majláth az új végállomás.

## Története
Az első villamosvonalak terveit 1895. május 17-ére készítette el Csáthy Szabó István. Az engedélyek beszerzése után egy éven át épült a villamosvonal, fasínszékre helyezett vágányokkal; a pályaudvar előtt 30 m hosszú faszerkezetű híd vezetett át a Szinván. A Baross Gábor utcai forgalmi telepen termelték az 550 V-os áramot a villamoshoz.
Az 1897-ben használatba vett villamosvonalon (ahogy napjainkban is), hat megálló volt a pályaudvar és a Szent Anna-templom („Verestemplom”) között: Tiszai pályaudvar–Zsolcai kapu–Király utca–Széchenyi utca–Városház tér–Hunyadi utca–Sörház utca–Verestemplom. A vonalat a Miskolci Villamossági Rt. (MVV Rt.) üzemeltette, és beváltotta a hozzá fűzött reményeket: már az első napon 7615 ember vette igénybe. Kilenc motorkocsi és négy pótkocsi képezte a járműállományt, mind a Ganznál készültek és 30 férőhelyesek voltak. Ekkor még egy vágányon közlekedtek a villamosok, összesen három kitérőt építettek, ahol az egyik villamos megvárhatja, míg a szembejövő elhalad.
Az 1-es villamos másik előzményének a Verestemplom és Diósgyőr közti, 1905-re megépült Miskolc–Diósgyőri Helyiérdekű Vasút tekinthető. (Mivel Diósgyőr ekkor még különálló település volt, Miskolc határától kb. 5 km-re, a járat közúti vasútként nem működhetett.) A két vonal egyesítése hamar felmerült, az MVV Rt. azonban nem látta indokoltnak; mikor azonban mégis elkezdődtek a munkálatok, a cég már konkurenciát látott a helyiérdekű vasutat üzemeltető MDV Rt.-ben. Utóbbi végül lemondott a vonal üzemeltetéséről az MVV javára (bár tulajdonjoga megmaradt), és 1906. december 22-étől közvetlen járat közlekedik a Tiszai pályaudvar és Diósgyőr között. Innentől a két cég járművei kölcsönösen használták egymás pályáját, mind a Tiszaitól Diósgyőrig járt. A következő évben az MVV 1,8 millió, az MDV 1,2 millió utast szállított. Az egyre nagyobb forgalom miatt az MVV az egyébként is kihasználatlan népkerti vonal (más néven mellékvonal, 1951–1960 között 2-es villamos) szüneteltetése mellett döntött, járműveit átirányította a fővonalra.
A vonalat kétvágányúra – egyelőre csak Diósgyőr és a Városház tér között – a budapesti székhelyű Részvénytársaság Villamos és Közúti Vasutak Számára (RVKVSz) kezdte kiépíteni, akik 1909-ben átvették a közlekedés irányítását az MVV-től. 1910-ben a diósgyőri végállomást áthelyezték, a vonal addig ugyanis a település elkerülésével haladt, ekkortól halad át a lakott területen – a mai Táncsics Mihály téren és Nagy Lajos király útján –, új végállomása a községháza elé került. Ugyanekkor megszűnt a gőzmotoros villamosközlekedés, új, Ganz gyártmányú villamos kocsikat helyeztek forgalomba.
Az MDV tervezte vonalának meghosszabbítását Lillafüredig, de az első világháború miatt erre nem került sor. 1912-ben az MVV járművein 3 millió, az MDV-éin 2,2 millió utas utazott.
A második világháborúban az MDV vonalai nem szenvedtek nagyobb károkat, de az MVV-éi erősen megrongálódtak, a légitámadások miatt 1944. november 17. és december 21. között teljesen szünetelt a forgalom. A Tiszai pályaudvar Szinva-hida is felrobbant, 1947-es újjáépítéséig a forgalmi telepnél volt a végállomás.
Az MVV-t 1948-ban államosították, 1950-ben pedig egyesült az MVV-vel és az új cég, a Miskolci Villamosvasút Községi Vállalat a város irányítása alá került. Ugyanekkor választották le az áramszolgáltatást a közlekedésről. 1954-ben a Miskolci Villamosvasút Közösségi Vállalatot összevonták az öt évvel korábban alakult Miskolci Gépkocsiközlekedési Vállalattal, mely a város buszközlekedését bonyolította. Így alakult meg a Miskolci Közlekedési Vállalat (MKV), a mai MVK Zrt. jogelődje.
A teljes vonal kétvágányúsítására az 1950-es évek elején kerítettek sort, amikor megkezdődött Miskolc nehézipari központtá fejlesztése. 1950-ben kezdődtek meg a négy szakaszra osztott munkálatok; 1951-ben készült el a Szent Anna-templom–Vasgyár szakasz, 1952-ben pedig a Baross utca–Ady híd (ma: Szinvapark), Ady híd–Szent Anna-templom és a Tiszai pályaudvar–Baross G. utca szakasz. 1951-ben vezették be a viszonylatok számozását, ekkor a kelet-nyugati fővonalat forgalomszervezési okokból két viszonylatra bontották: a Tiszai–Vasgyár szakasz az 1-es a Vasgyár–Diósgyőr szakasz a 3-as számot kapta. (A 2-es villamos a mára megszűnt hejőcsabai szárnyvonal volt. Az új tatárdombi vonal viselte a 4-es számot.)
A Zöld Nyíl program keretén belül, EU-s pályázati lehetőségeket kihasználva a villamosvonalakat felújították, az 1-es villamos vonalát meghosszabbították Felső-Majláthig (1,5 km) és új járművek beszerzését is megkezdték. 2009 júniusától egyes megállók neve megváltozott.
2011. november 7-én a Vince utca megállóhely megszűnt. 2012. január 16-tól Felső-Majláthig közlekednek a villamosok, ezzel a diósgyőri végállomás 105 éves végállomásként való fennállása megszűnt.
2011 novemberéig 23:20 és 03:30 között villamospótló autóbuszok jártak a villamosok helyett. Ezek nem a villamos megállóhelyéről indultak, hanem az 1-es buszéról. 2011. november 13-tól éjszaka is a villamosok közlekednek.
2013. július 2-án az első (később 600 pályaszámú), majd augusztus 20-án a második (később 601 pályaszámú) villamos is megérkezett a csehországi Plzeňből. A Škoda 26 THU 3 típusjelű villamosból összesen 31 példány közlekedik. Miskolc csaknem 40 milliárd forintból uniós forrásból fejlesztette kötöttpályás tömegközlekedését, ebből a villamosok értéke 18,6 milliárd forint volt. Az első 600-as pályaszámú villamos 11 ezer kilométeres próbafutást követően, 2014. január 20-án 13 óra 54 perckor a Tiszai pályaudvarnál állt forgalomba.

## Járművek
A vonalon 1962 és 2004 között FVV CSM–4 típusok közlekedtek. A régi bengáli becenevű járművek cseréje 1991-ben a ČKD Tatra KT8D5 villamosokkal kezdődött meg. A teljes típuscsere 2004-ben megtörtént. A Tatra villamosok 2014-ig teljeskörűen közlekedtek a vonalon. 2014. január 20-tól Škoda 26 THU 3 típusú modern, alacsonypadlós villamosok váltották fel ezeket. A vonalon 2015-től már tisztán Škoda villamosokkal kerül kiadásra a viszonylat járműállománya. A Tatra villamosok ma már csak ritkán, elsősorban sűrítésként közlekednek.

## Követési ideje
Hétköznap csúcsidőben 6-9 percenként, völgyidőben 7-8 percenként, 20 óra után pedig 15 percenként közlekedik. Szombat délelőtt 12 percenként követik egymást a villamosok, a hétvége többi részén pedig 15 percenként közlekedik.

## Útvonala
| Felső-Majláth felé | Tiszai pályaudvar felé |
| --- | --- |
| Tiszai pályaudvar vá. – Baross Gábor út – Bajcsy-Zsilinszky út – Széchenyi István utca – Városház tér – Hunyadi János utca – Tizeshonvéd utca – Győri kapu – Andrássy út – Újgyőri főtér – Andrássy út – Kiss tábornok út – Árpád út – Hegyalja út – Felső-Majláth vá. | Felső-Majláth vá. – Hegyalja út – Árpád út – Kiss tábornok út – Andrássy út – Újgyőri főtér – Andrássy út – Győri kapu – Tizeshonvéd utca – Hunyadi János utca – Városház tér – Széchenyi István út – Bajcsy-Zsilinszky út – Baross Gábor út – Tiszai pályaudvar vá. |

## Megállóhelyei
| 0  | Tiszai pályaudvar        | 34 | 1A, 2 1, 3, 3A, 8, 21, 30, 31, 101B 80, 89, 90, 92, 94     | Tiszai pályaudvar |
| 2  | Selyemrét                | 32 | 1A, 2 1, 3, 7, 21, 30, 31, 101B                            | MÁV Rendelő, Selyemréti Strandfürdő, Selyemréti templom |
| 4  | Soltész Nagy Kálmán utca | 30 | 1A, 2 1, 3, 4, 7, 101B                                     | Bláthy Ottó Villamosipari Technikum, Andrássy Gyula Szakközépiskola |
| 7  | Szinvapark / Centrum     | 28 | 1A, 2 3A, 12, 20, 20A, 20B, 24, 28, 32, 34, 35, 43, 44, 45 | Belváros, Szinvapark, Centrum Áruház, Metropol, Batóház, Búza téri távolsági és helyközi buszállomás, KATEDRA Nyelviskola                                                                                   |
| 8  | Villanyrendőr            | 25 | 1A, 2 14, 28, 34, 35, 36, 43, 44                           | Belváros, Szinva terasz, Miskolci Nemzeti Színház, Borsod Ingatlan, Tigáz |
| 10 | Városház tér             | 23 | 1A, 2                                                      | Belváros, Városháza, Megyeháza, Hotel Pannónia, Magyar Tudományos Akadémia Székháza, Tourinform, Fráter György Katolikus Gimnázium és Kollégium, Zenepalota, Miskolci Galéria, Evangélikus Lelkészi Hivatal |
| 12 | Malomszög utca           | 21 | 1A, 2                                                      | Herman Ottó Gimnázium, Dísz tér |
| 13 | Szent Anna tér           | 20 | 1A, 2 29, 39                                               | Szent Anna templom, Zrínyi Ilona Gimnázium |
| 15 | Thököly utca             | 19 | 1A, 2                                                      | Magyar Autóklub, Korona Üzletház, Ifjúsági és Szabadidő Ház, Miskolci Városgazda |
| 16 | Balázs Győző tér         | 17 | 1A, 2                                                      | Lézerpont Látványtár, Szentpáli István Szakközépiskola és Szakiskola, Felsővárosi református templom |
| 17 | Gyula utca               | 16 | 1A, 2                                                      | Orvosi rendelő, Újdiósgyőri Állategészségügyi Központ, Magyar Vöröskereszt |
| 19 | Károly utca              | 15 | 1A, 2                                                      | Baross Gábor Szakközépiskola, Karacs Teréz kéttannyelvű leánykollégium |
| 20 | Újgyőri főtér            | 13 | 1A, 2 1, 6, 9, 16, 19, 21, 29, 39, 53, 54, 68, 101B        | Autóbusz-állomás, Bükk Áruház, Vasas Művelődési Központ, posta |
| 22 | Újgyőri piac             | 11 | 1A, 2 1, 6, 53, 54                                         | Vasgyári piac |
| 23 | DVTK Stadion             | 10 | 1A                                                         | DVTK Stadion |
| 24 | Bulgárföld városrész     | 9  | 1A 1, 6, 53, 54                                            | Diósgyőri Uszoda, DVTK edzőközpont, DVTK medical |
| 26 | Diósgyőri Gimnázium      | 7  | 1A 1, 53, 54                                               | Diósgyőri Gimnázium, Bulgárföldi posta |
| 27 | LÁEV (kisvasút)          | 6  | 1, 21, 53, 54, 101B 330, 331                               | LÁEV kisvasút végállomás, Dr. Szabó Gyula Bemutató Csillagvizsgáló |
| 28 | Zenta utca               | 5  |                                                            | Nevelési tanácsadó, Erkel Ferenc Zeneiskola |
| 29 | Diósgyőr városközpont    | 4  | 1, 21, 53, 54, 101B                                        | Diósgyőri vár, Ady Endre Művelődési Ház, Miskolc-Diósgyőri Rendőrőrs, Diósgyőri posta, Diósgyőri római katolikus templom                                                                                    |
| 31 | Bölcs utca               | 3  |                                                            | |
| 32 | Alsó-Majláth (Köln utca) | 2  | 1, 21, 53, 54, 101B                                        | Magyar Máltai Szeretetszolgálat |
| 33 | Felső-Majláth            | 0  | 1, 5, 15, 21, 53, 54, 101B, ZOO                            | Autóbusz- és villamos-végállomás, váróterem, bérletpénztár, LÁEV kisvasút telephely, a rendészet kerületi központja.                                                                                        |

## Galéria

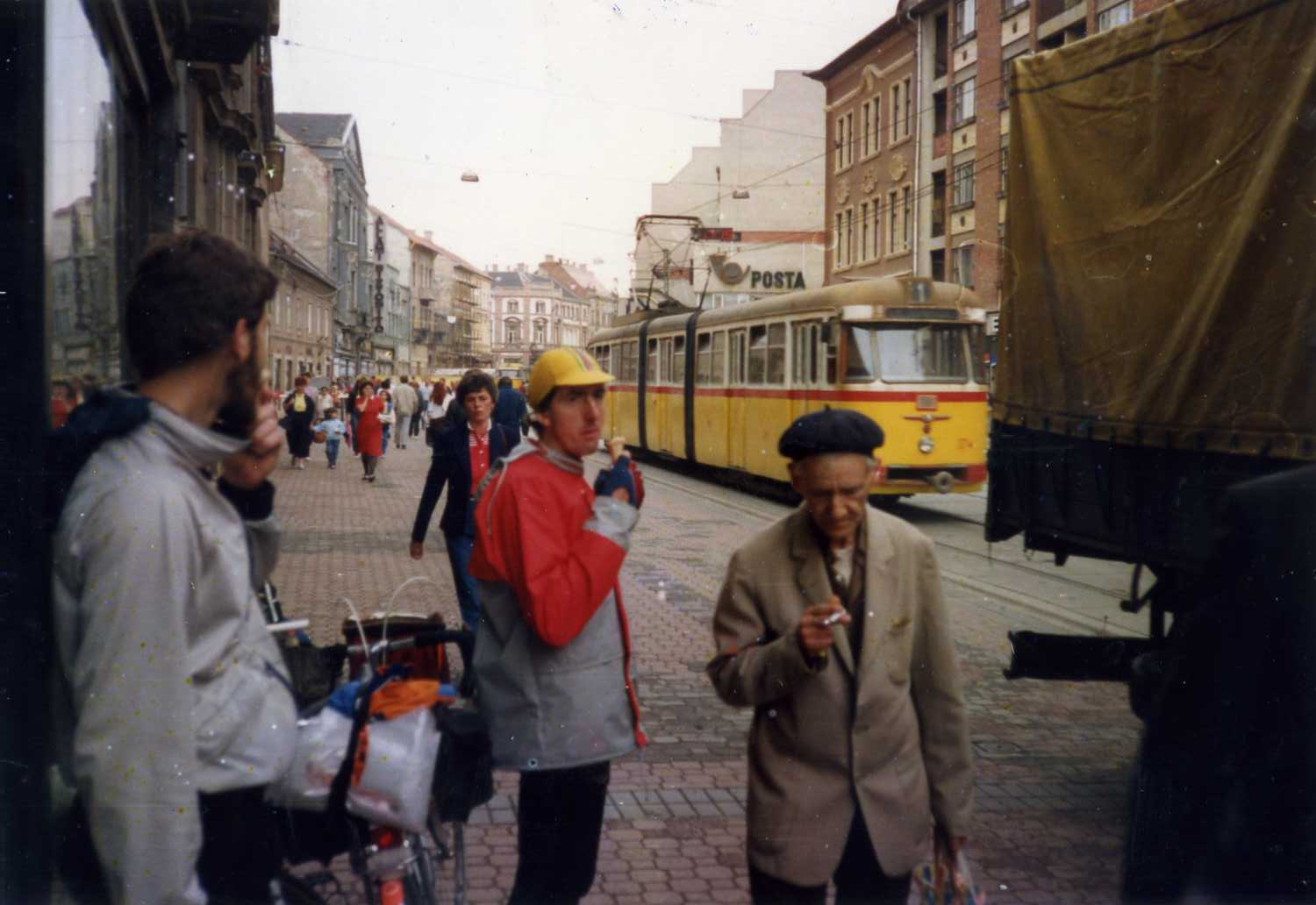
FVV CSM–4 villamos a Széchenyi István utcán 1988-ban
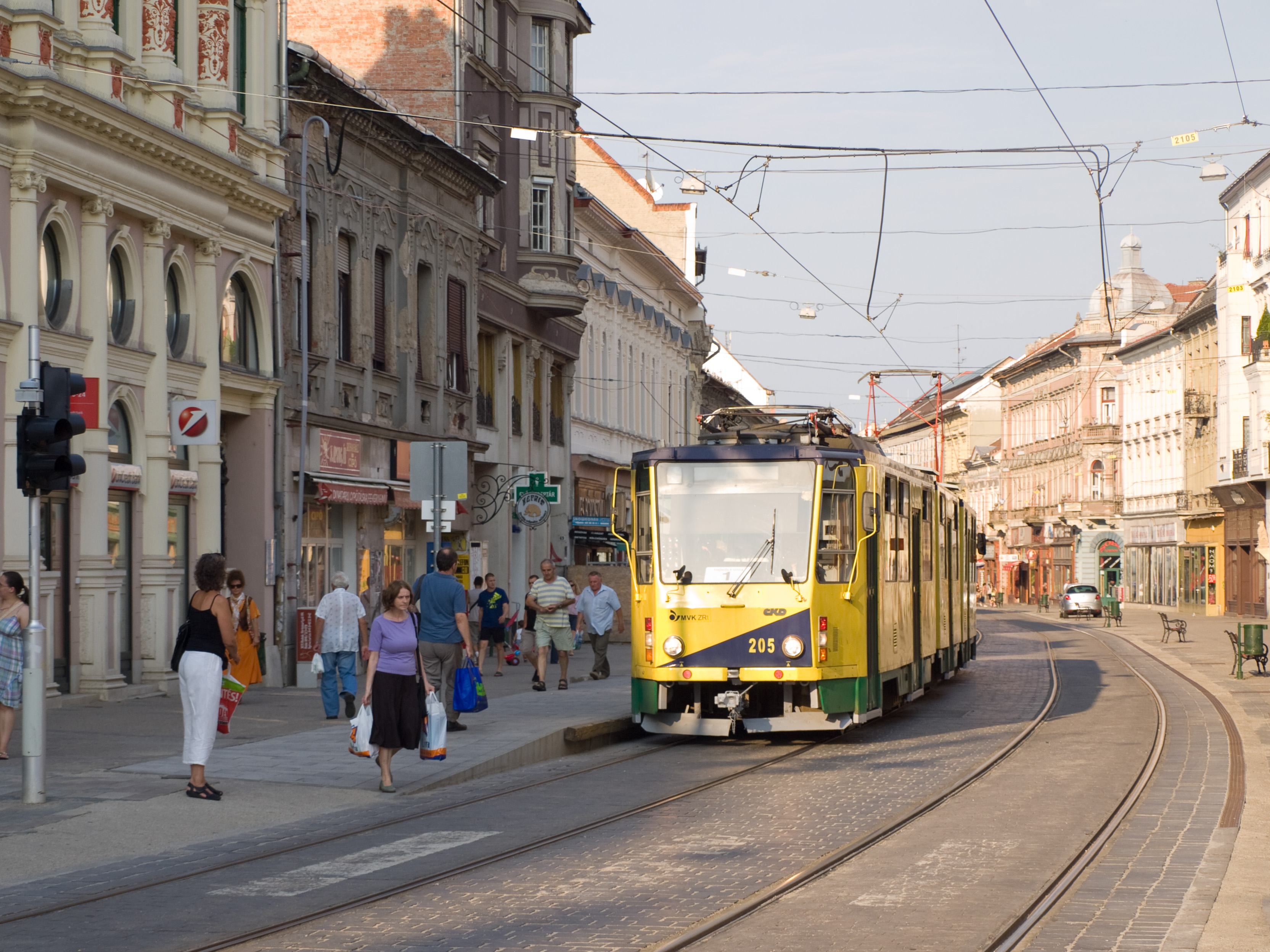
ČKD Tatra KT8D5 villamos a Villanyrendőr megállóhelynél
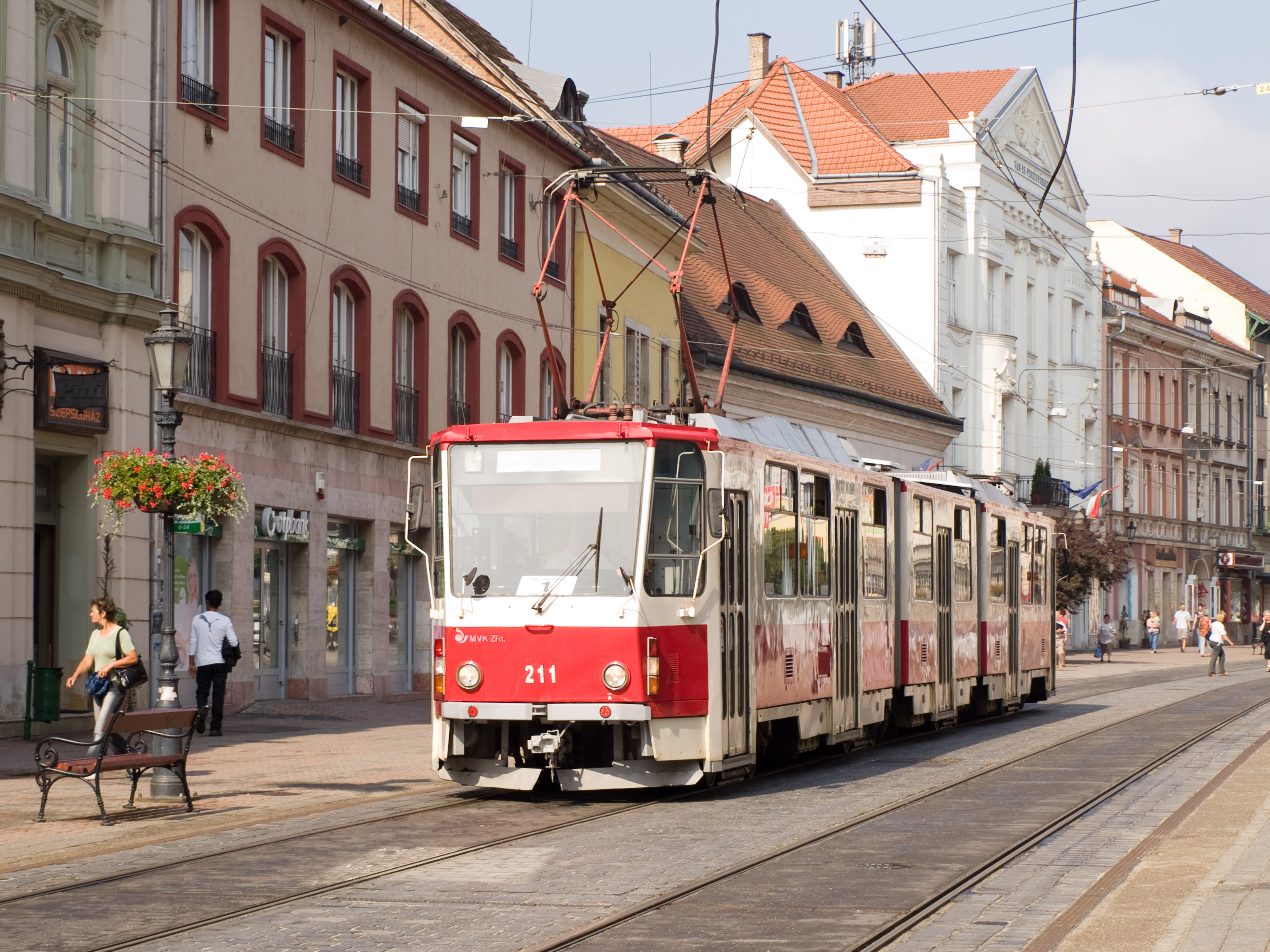
ČKD Tatra KT8D5 típusú villamos az eredeti színösszeállítással
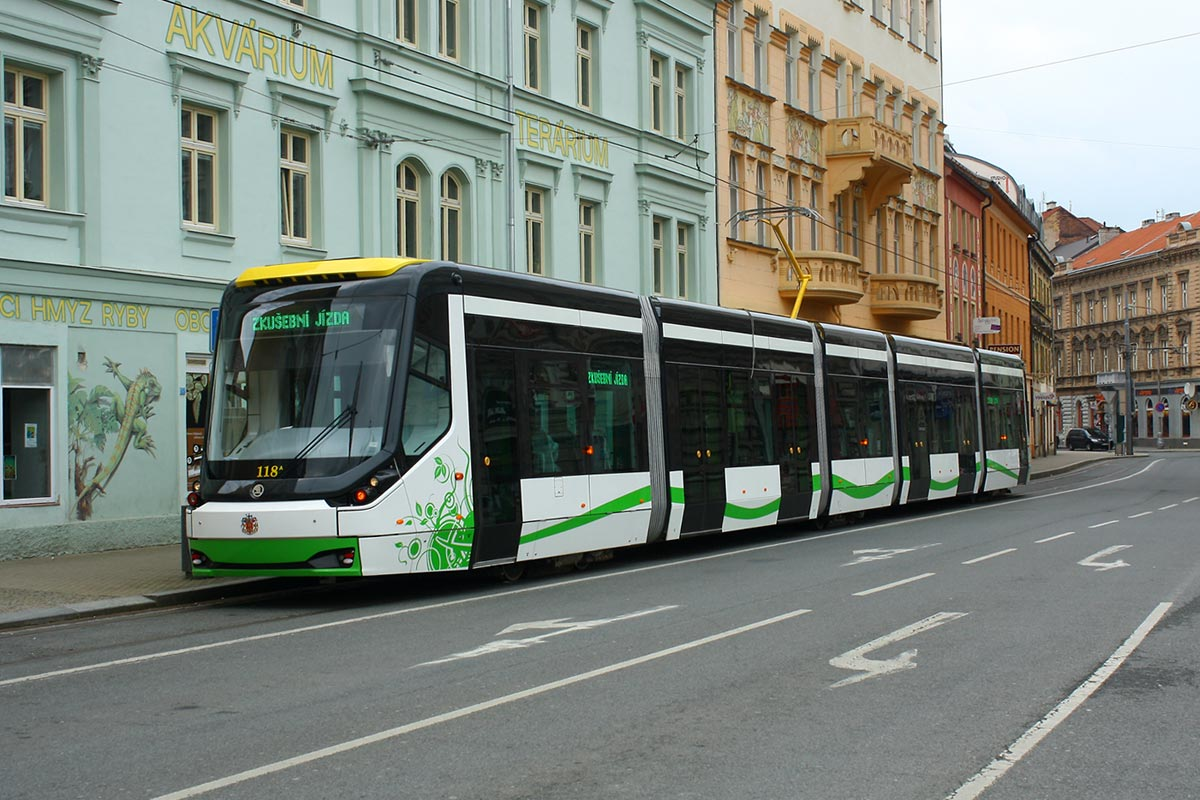
Az új Škoda 26 THU 3 villamos
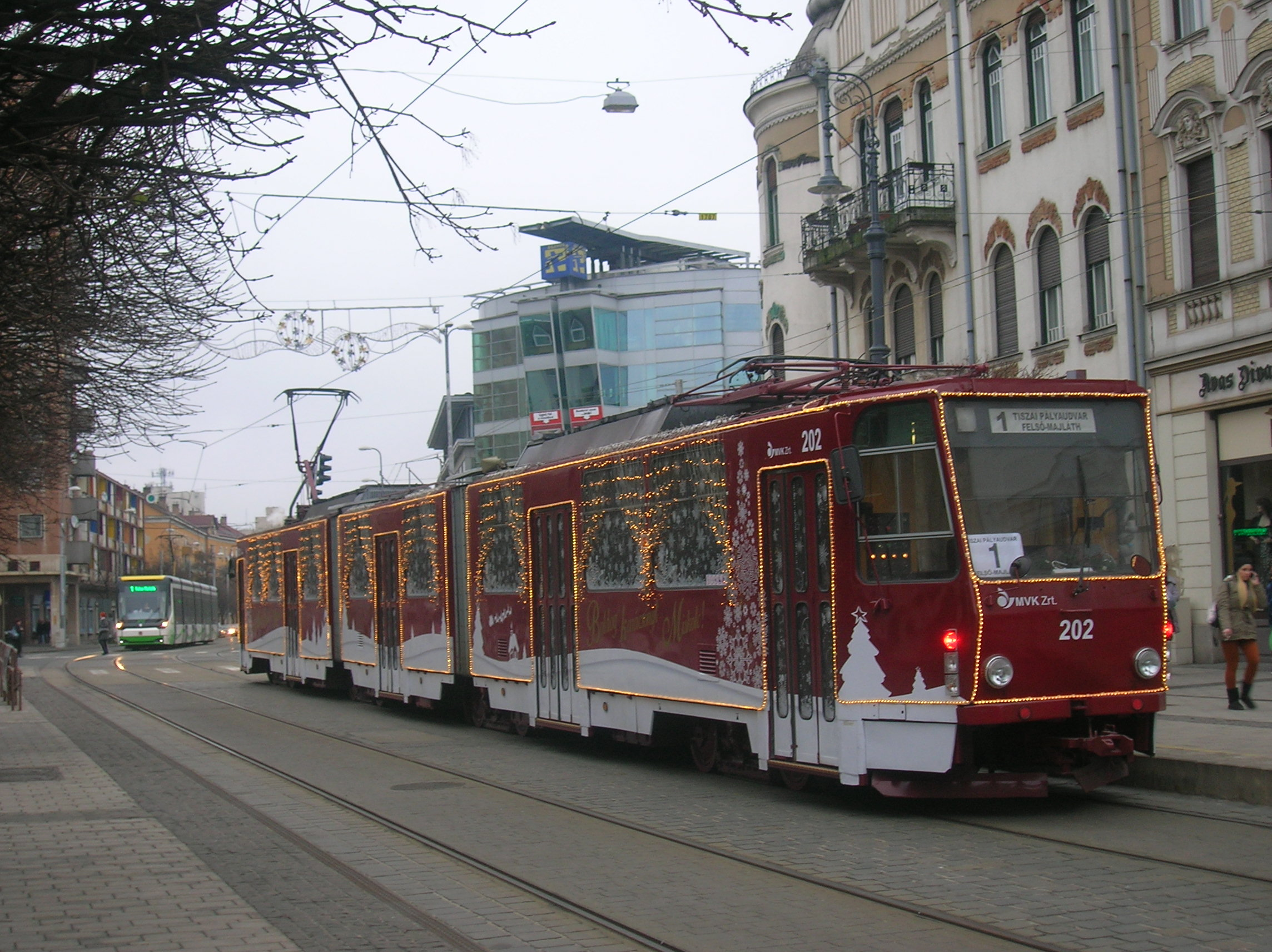
Adventi villamos a Szinvaparknál 2015-ben
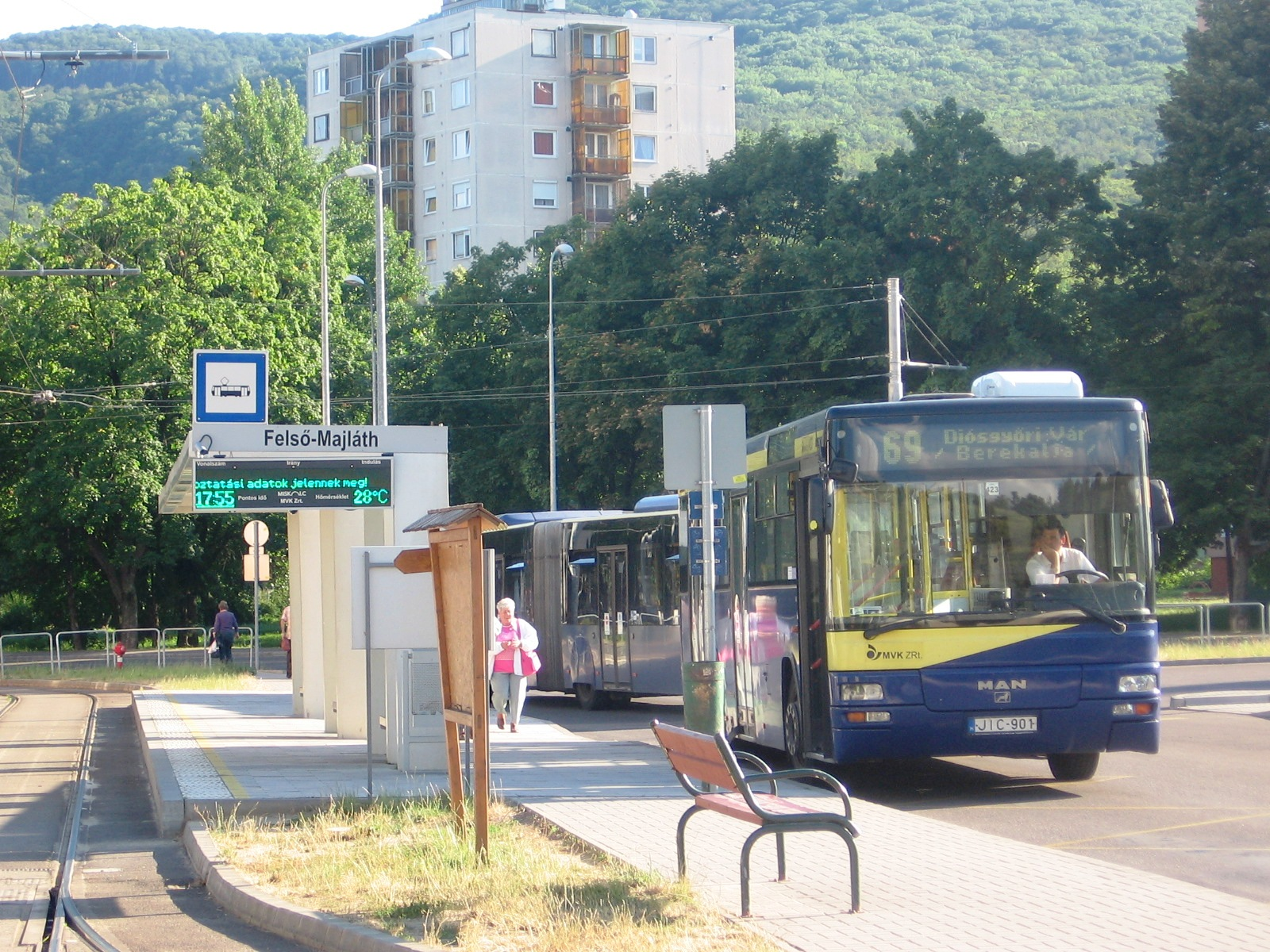
Felső-Majláth
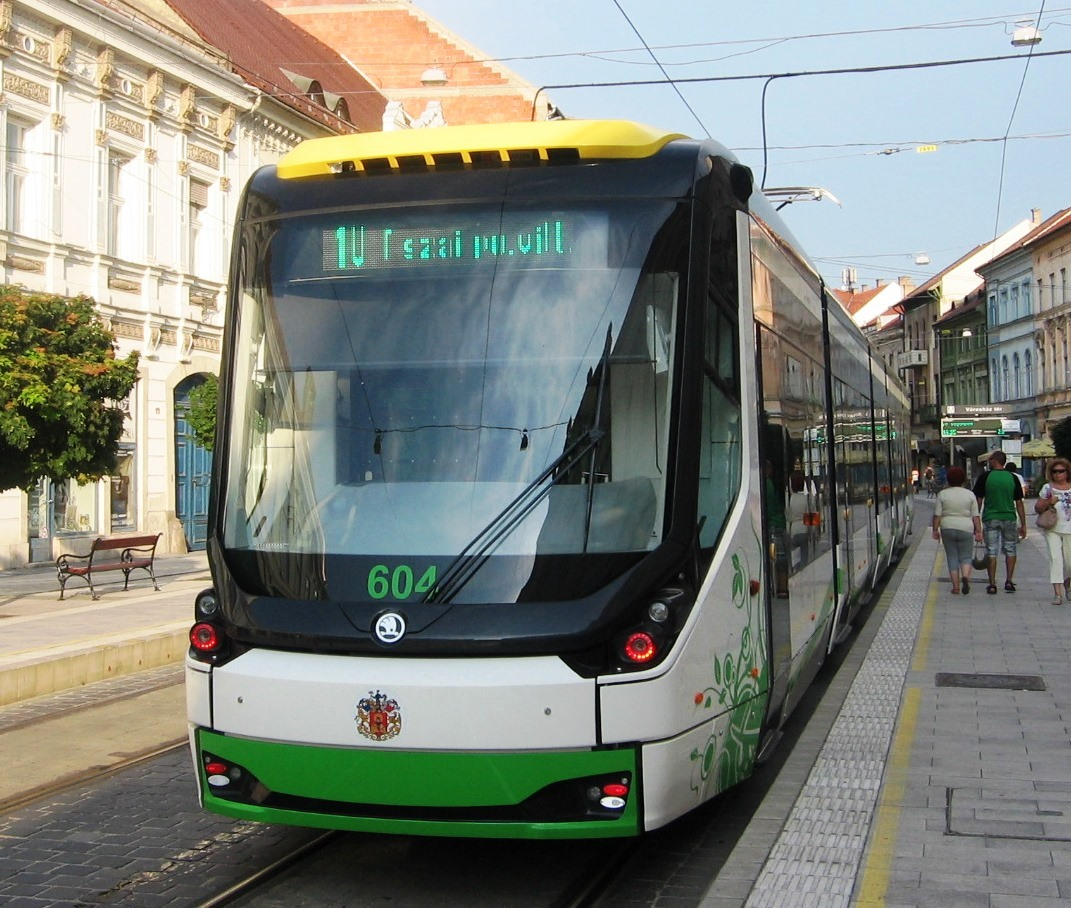
Városház tér